# 큰모자이크꼬리쥐
큰모자이크꼬리쥐 또는 저지대큰모자이크꼬리쥐(Mammelomys rattoides)는 쥐과에 속하는 설치류의 일종이다. 인도네시아 서뉴기니(서파푸아)와 파푸아뉴기니에서 발견된다.

## 특징
보통 크기의 설치류로 꼬리 길이 136.5~148.3mm를 제외한 몸길이가 159~224.4mm이다. 발 길이는 39.1~44.1mm이고 귀 길이는 18.7~23.9mm, 몸무게는 최대 236g이다. 털이 무성하고 윤이 나며 잘 정돈되어 있다. 등 쪽은 불그스레한 갈색이고 옆구리는 불그스레한 회색을 띠는 반면에 배 쪽은 희다.

## 생태
땅 위에서 주로 생활하는 육상성 동물이다. 굴과 터널 속에 숨어 지낸다. 독거 생활하는 종으로 추정된다. 암컷이 한 번에 한 마리의 새끼를 낳는다.

## 분포 및 서식지
뉴기니섬 대부분의 지역과 야펜섬에 널리 분포한다. 해발 320m와 1,400m 사이의 저지대 숲에서 서식한다.